# Guttjärnen och Norrtjärnen
Guttjärnen och Norrtjärnen är två varandra näraliggande sjöar i Piteå kommun i Norrbotten och ingår i Byskeälvens huvudavrinningsområde.